# Nello Formisano
Nello Formisano (né le 10 juin 1954 à Torre del Greco) est un homme politique italien, ancien sénateur et actuellement député des Democratici e progressisti.

## Biographie
Diplômé en droit, avocat et mandataire de la SIAE, il est élu sénateur de 2001 à 2008 (réélu en 2006). Avant le groupe parlementaire actuel, il faisait partie des Civici e Innovatori. Il a été notamment membre du Parti communiste italien, du PDS, des DS, de diverses formations du centre-gauche avant de rejoindre l'Italie des valeurs.